# Franjo Džal
Franjo Džal (ur. 9 kwietnia 1906 w Bihaciu, zm. w październiku 1945 w Belgradzie) – oficer lotnictwa Królewskiej Armii Jugosłowiańskiej, chorwacki as myśliwski, dowódca 4 Skrzydła Myśliwskiego Chorwackiego Legionu Lotniczego, a następnie Skrzydła Treningowego Chorwackich Sił Powietrznych podczas II wojny światowej.

## Życiorys
Ukończył szkołę powszechną i gimnazjum w Bihaciu. W 1924 r. zakończył naukę w akademii wojskowej w Belgradzie. Służył w lotnictwie myśliwskim Królewskiej Armii Jugosłowiańskiej. Krótko przed wybuchem wojny z Niemcami w kwietniu 1941 r. pełnił funkcję zastępcy dowódcy 5 pułku myśliwskiego w Niszu w stopniu majora.
Następnie przeszedł do nowo formowanych sił lotniczych Niepodległego Państwa Chorwackiego. Po apelu przywódcy NDH, Ante Pavelicia z 2 lipca 1941 r. w sprawie wysłania ochotników do walki z Sowietami, zgłosił się do tworzonej jednostki lotniczej pod nazwą Chorwacki Pułk Lotniczy (Hrvatska Zrakoplovna Pukovnija). Został dowódcą 4 Skrzydła Myśliwskiego w składzie 10 i 11 dywizjonu myśliwskiego. Po przeszkoleniu w Jagdfliegerschüle 4 w Fürth koło Norymbergi pod koniec września trafił na front wschodni. Chorwaccy piloci myśliwscy zostali przydzieleni do niemieckiej grupy lotniczej JG 52 jako 15.(Kroatische)/JG 52, rozpoczynając na pocz. października misje bojowe. Pod koniec października zostali przeniesieni do Taganroga, gdzie stacjonowali do 1 grudnia. Następnie zmienili miejsce pobytu na Mariupol. Brali wówczas udział w atakach na zmotoryzowane kolumny sowieckie w rejonie Pokrowskoje–Matwiejew Kurgan–Jejsk–Uspienskoje oraz na linię kolejową Mariupol–Stalino. Ponadto eskortowali niemieckie wyprawy bombowe. W celu zwiększenia efektywności chorwackich pilotów 25 lutego 1942 r. została utworzona Jagdgruppe Džal pod dowództwem mjr. F. Džala. Pod koniec kwietnia przeorganizowano ją w Fliegergruppe Džal, dzięki czemu zyskała większą samodzielność. W maju Chorwatów przebazowano na Krym w rejon Artiomowka–Konstantinowka. Prowadzili oni misje eskortowe bombowców latających nad Sewastopol i patrolowe nad Morzem Azowskim. W końcu czerwca Skrzydło uległo reorganizacji i uzupełnieniu przez nowych pilotów oraz dostało pod koniec lipca nowsze wersje samolotów myśliwskich Me-109 (G-2, G-4, G-5 i G-6). Jednocześnie Fliegergruppe Džal uległa rozwiązaniu. Do końca września Chorwaci działali na półwyspem Kercz oraz w rejonie Noworosyjsk-Tuapse-Gelendżyk-Krimskaja. W grudniu zostali odesłani do Chorwacji na 3-miesięczny wypoczynek. W lutym 1943 r. powrócili na Krym na lotnisko polowe Kercz IV. Tam działali w rejonie Krimskaja–Iwanowskaja–Noworosyjsk–Kabardinsk–Gelendżyk–Jejsk. W połowie czerwca płk F. Džal przekazał dowództwo 4 Skrzydła Myśliwskiego mjr. Mato Dukovaciowi. Podczas walk na froncie wschodnim uzyskał ogółem 16 pewnych zwycięstw powietrznych oraz 3 do 5 prawdopodobnych podczas 157 misji bojowych.
W lutym 1944 r. został dowódcą Skrzydła Treningowego Chorwackich Sił Powietrznych, które walczyło nad Prusami Wschodnimi, rejonem Poznania, zachodnimi Prusami i rejonem Frankfurtu. W marcu 1945 r. zostało rozwiązane, a piloci powrócili do Chorwacji. Pułkownik F. Džal objął wysokie funkcje w lotnictwie NDH. Po zakończeniu wojny został aresztowany, osądzony i skazany na karę śmierci, którą wykonano w październiku 1945 r.